# Villa Simonini
Villa Simonini o villa Simonetti è una dimora signorile in viale Giusti, 12 a Lucca, accanto alla villa Del Magro.

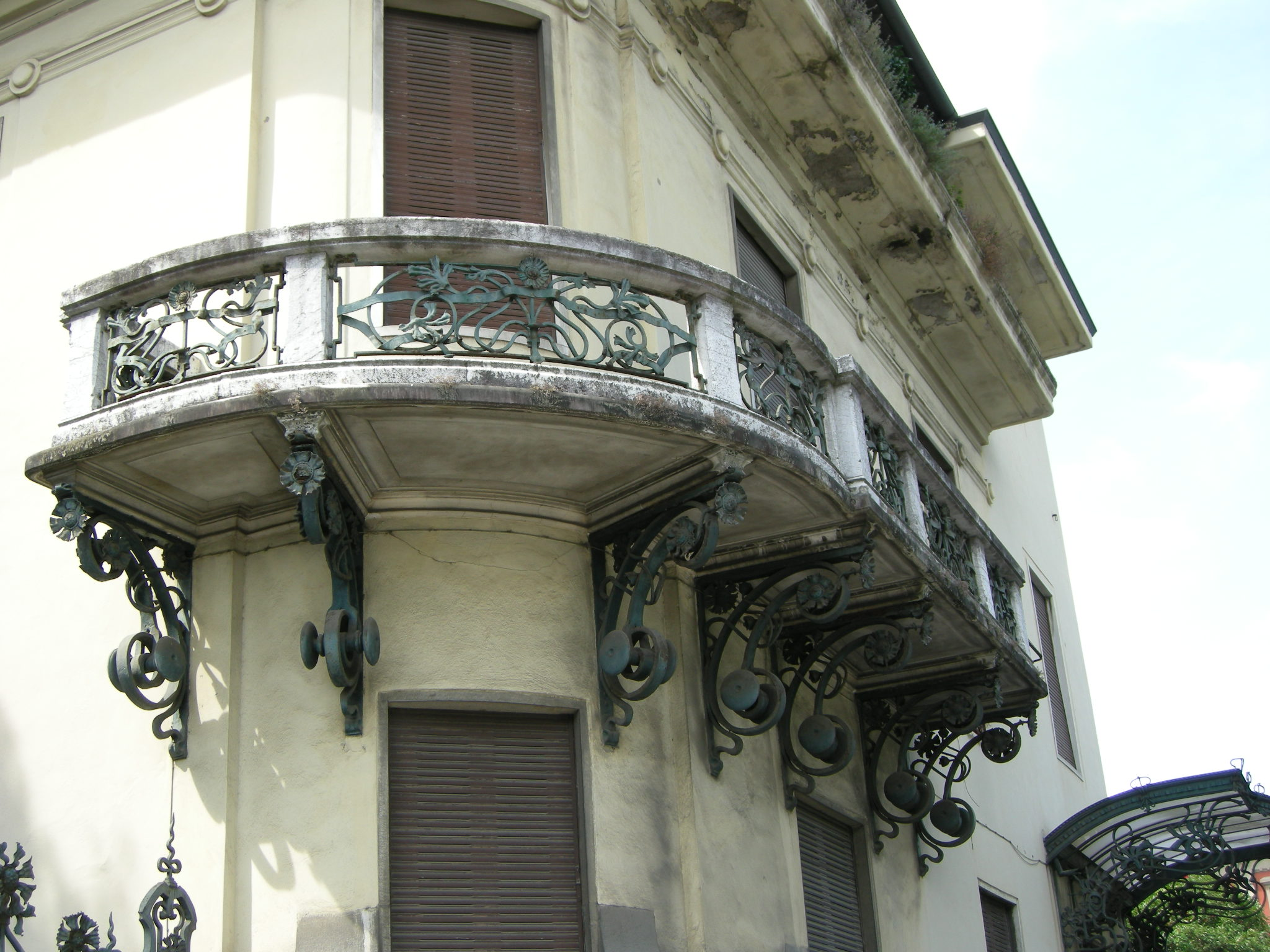
Il balcone

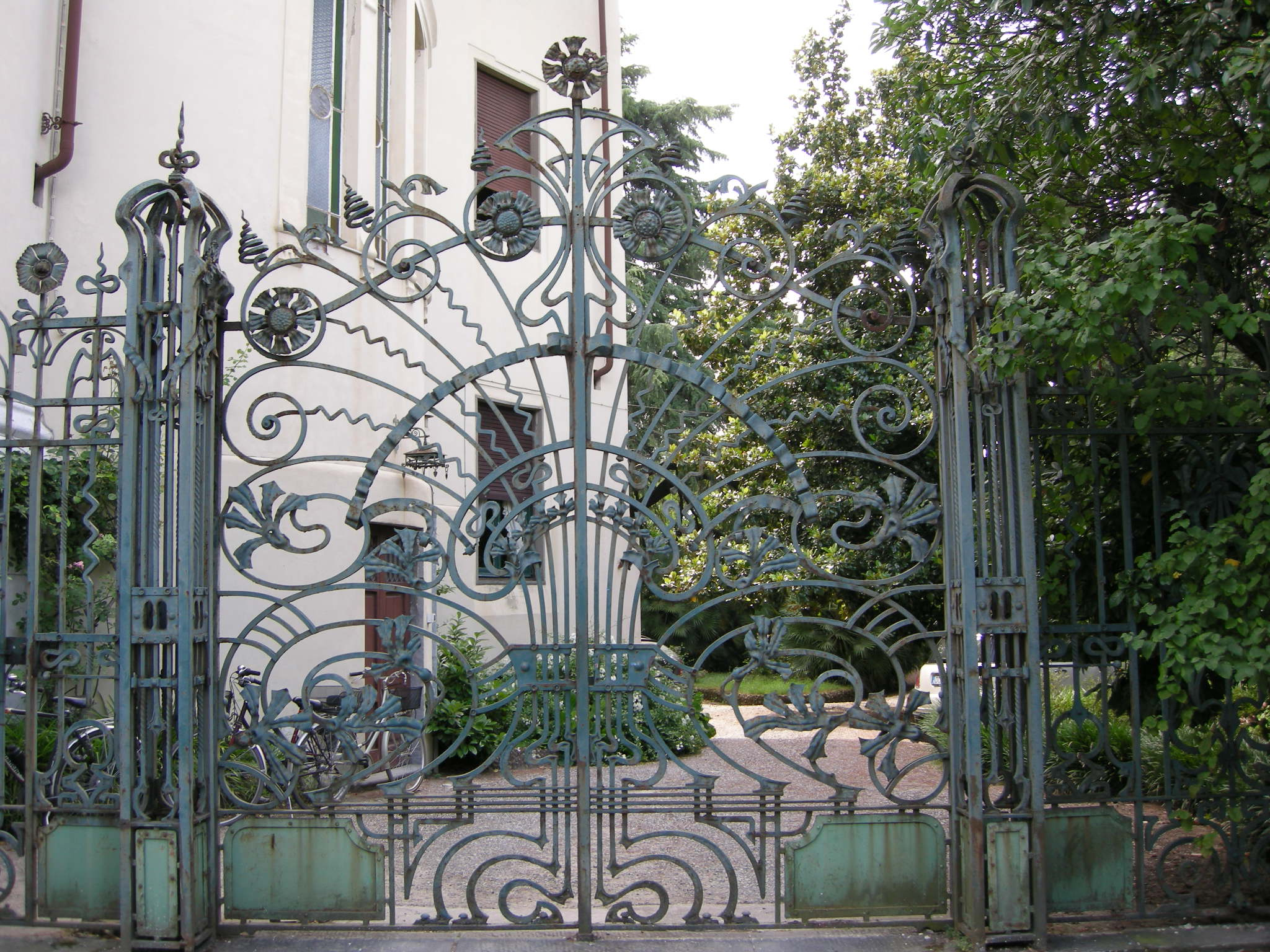
Una delle due cancellate liberty

## Storia
In origine, la villa è costituita da un edificio a tre piani fuori terra, di cui l'ultimo in parte terrazzato. Nel 1915-16, la terrazza del secondo e ultimo piano viene però chiusa e i nuovi ambienti così ricavati accorpati a quelli già esistenti con la realizzazione, in alcune stanze, di una nuova pavimentazione a coprire quella esistente.
Più recentemente sono stati ripavimentati alcuni locali al piano terra ed è stata eseguita una controsoffittatura nel piccolo salotto al piano terra. Attualmente i tre piani della villa sono adibiti a tre distinti appartamenti, sempre della stessa proprietà.

L'edificio si differenzia dalla consueta tipologia residenziale di periferia e, come avviene per altre ville costruite nei primi due decenni del XX secolo nella prima fascia di espansione fuori le mura, costituisce un esempio di quella architettura liberty approdata a Lucca 

## Architettura

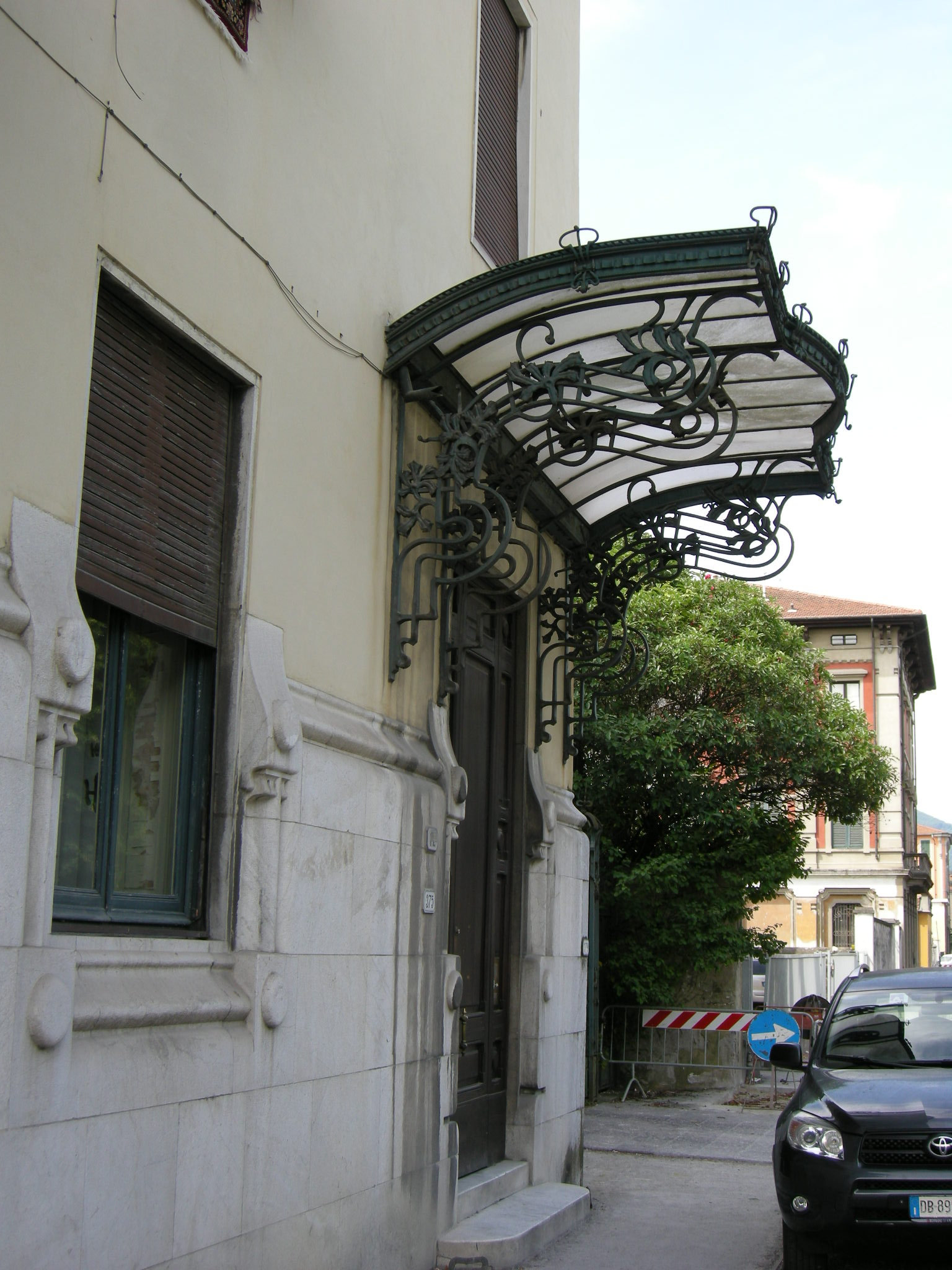
La tettoia

L'edificio appare come un volume compatto costituito da due corpi che s'innestano obliquamente per mezzo di uno spazio semicilindrico che incorpora le scale. Altrettanto arrotondato è l'angolo nord-ovest della villa, caratterizzato dall'andamento curvilineo dei balconi con ringhiera in ferro battuto alternata a colonnine di sezione quadrata. In ferro battuto sono anche le mensole che sostengono i balconi, eseguite con motivi fitomorfi e spirali.
Il prospetto principale, a nord, fiancheggia direttamente il viale Giusti guardando frontalmente le mura. Il portone d'ingresso è quindi accessibile direttamente dal marciapiede mentre i notevoli cancelli in ferro battuto laterali immettono nel giardino che, insieme con la cancellata distrutta nel ventennio fascista, costituivano la chiusura dell'allora ampio giardino verso la circonvallazione.
Questo lato del fronte verso la città ha un rivestimento basamentale in marmo fino alla metà delle finestre del piano terreno. Il portale d'ingresso è sormontato da una tettoia piuttosto grande in vetro con struttura in ferro battuto con motivi a spirale.
Tanto i due cancelli in ferro battuto, eseguiti dalla ditta Sirtoli di Milano, quanto la pensilina in ferro e vetro soprastante il portone d'ingresso e la cancellata che delimitava il vasto giardino, di cui rimangono appunto i due cancelli ai lati della villa, sono di disegno del progettista Gaetano Orzali.
Il vano della scala modella l'edificio conformando il lato ovest con una espansione curvilinea avente le finestre tripartite secondo una logica formale adottata solo per questa porzione di edificio. Le restanti aperture sono semplicemente squadrate e provviste di tapparelle avvolgibili in legno. Il sottogronda e la parte sottostante il terrazzo al secondo piano sono decorate con nervature orizzontali in cemento recanti elementi circolari concentrici.
L'interno della villa ha nello scalone con sviluppo perfettamente circolare il suo elemento più distintivo.
Anche all'interno, come all'esterno, l'effetto ascensionale del vano scala è accentuato dalla verticalità delle finestre tripartite. La scala è costituita da gradini larghi 1,60 metri, in marmo bianco, infissi a mensola nel muro ed è dotata di ringhiera in ferro battuto.
L'ultimo piano, trasformato nel 1915-16 in appartamento edificando la copertura a terrazza e accorpando questa nuova parte a quella già esistente, ha un tono minore, con altezza dei soffitti non elevata e pavimenti in graniglia e cemento gettati in opera ma di scarso valore. è da notare che all'interno della villa è stato ricavato un ascensore.